# José Luis Torres Leiva
José Luis Torres Leiva (Santiago, Chile, 2 de abril de 1975) es un director de cine, guionista y montajista chileno, conocido por dirigir las películas de ficción El cielo, la tierra y la lluvia (2008), con la que ganó el premio FIPRESCI en el Festival Internacional de Cine de Róterdam y Vendrá la muerte y tendrá tus ojos (2019); y el documental El viento sabe que vuelvo a casa (2016).

## Trayectoria
Nacido en Santiago de Chile en 1975, estudió en la Universidad de Artes, Ciencias y Comunicación UNIACC. El año 2003 recibió una beca por parte de la Fundación Andes para la realización de su primer documental titulado Ningún lugar en ninguna parte, donde ejerció como director, guionista y editor, filmado después de un año de visitas al barrio La Matriz de Valparaíso, siendo presentado el año 2004 en más de 25 festivales internacionales.
Tras una serie de proyectos audiovisuales experimentales, el año 2005 realiza el cortometraje Obreras saliendo de la fábrica, donde cuenta la historia de cuatro mujeres trabajadoras de una fábrica que se encuentran por azar, y organizan un viaje a la playa. El cortometraje fue seleccionado en más de cincuenta festivales, y recibió el premio al mejor cortometraje en ZINEBI Bilbao, en el Drama Short Film Festival y en el Festival Internacional de Cine de Chicago, donde fue reconocido con el premio a Mejor Narrativa en Cortometraje.
En el año 2007 estrenó su siguiente documental, El tiempo que se queda, filmado al interior del Hospital Psiquiátrico de Santiago, que fue premiada como Mejor Película Cine del Futuro en el Buenos Aires Festival Internacional de Cine Independiente (BAFICI). Al año siguiente, estrenaría su primer largometraje de ficción y obra más reconocida de su filmografía, El cielo, la tierra y la lluvia, donde narra la vida de cuatro personas solitarias que viven la rutina y el silencio en el sur de Chile. La película fue reconocida con el premio FIPRESCI en el Festival Internacional de Cine de Róterdam el año 2008 y reconocida internacionalmente en diversos festivales de cine, donde obtuvo también el Gran Premio Ciudad de México en el Festival Internacional de Cine Contemporáneo de México, y el Premio Especial del Jurado en el Festival Internacional de Cine JOENJU de Corea del Sur.
El año 2011 dirigió su segundo largometraje de ficción, Verano, un filme sobre dicha estación y sobre el estado anímico de sus múltiples personajes. Posteriormente centraría su carrera en el cine documental con cuatro obras: Ver y escuchar (2013), 11 habitaciones en Antártica (2013), El viento sabe que vuelvo a casa (2016) y Contra todos los males del mundo (2017), donde destacó la cinta de 2016, en la que realiza un seguimiento a Ignacio Agüero, director de cine chileno, quien regresa al Archipiélago de Chiloé, lugar donde filmó su primera película.
El año 2019, Torres Leiva estrenó su tercer largometraje de ficción, Vendrá la muerte y tendrá tus ojos, con la historia de dos mujeres que han compartido toda una vida juntas que se ven enfrentadas a la enfermedad de una de ellas, cinta que fue estrenada en el Festival de Cine de San Sebastián.

## Estilo
Acostumbrado a escribir y montar sus propias películas, Torres Leiva es considerado uno de los autores contemporáneos más relevantes del cine chileno, y reconocido por ser uno de los que abiertamente expone un carácter exploratorio en la mayoría de sus trabajos.
Carolina Urrutia de revista Journals, señala sobre el trabajo del director que: "Es interesante examinar la porosidad y plasticidad de Torres Leiva, el trasvasije permanente de dispositivos de representación de su obra, con variaciones en las duraciones, en los formatos, en las miradas que propone. Su cine se sitúa en un lugar particular de la producción chilena contemporánea, transitando permanentemente entre el documental y la ficción, y absteniéndose de definir formaciones excluyentes o absolutas, articulando indagaciones visuales y sonoras del paisaje, de las geografías, de las materialidades, del dispositivo mismo audiovisual, no importando demasiado en qué formato este se sitúa. Es un cine de poesía y de ritmo, pero también un cine cartográfico, en donde las vistas de la naturaleza y de los cuerpos, instalados en sus topografías particulares, adquieren un protagonismo especial".

## Filmografía

### Largometrajes
| Año  | Título                              | Director | Guionista | Editor | Nota              |
| ---- | ----------------------------------- | -------- | --------- | ------ | ----------------- |
| 2005 | Ningún lugar en ninguna parte       | ✓        | ✓         | ✓      | Documental        |
| 2007 | El tiempo que se queda              | ✓        | ✓         | ✓      | Documental        |
| 2008 | El cielo, la tierra y la lluvia     | ✓        | ✓         | ✓      | Ficción           |
| 2008 | Intermedio                          | ✓        | ✓         | ✓      | Cine experimental |
| 2008 | Trance 1-10                         | ✓        | ✓         | ✓      | Cine experimental |
| 2010 | Tres semanas después                | ✓        |           | ✓      | Documental        |
| 2011 | Verano                              | ✓        | ✓         | ✓      | Ficción           |
| 2013 | Ver y escuchar                      | ✓        | ✓         | ✓      | Documental        |
| 2013 | 11 habitaciones en Antártica        | ✓        | ✓         |        | Documental        |
| 2016 | El viento sabe que vuelvo a casa    | ✓        | ✓         | ✓      | Documental        |
| 2017 | Contra todos los males del mundo    | ✓        |           | ✓      | Documental        |
| 2019 | Vendrá la muerte y tendrá tus ojos  | ✓        | ✓         | ✓      | Ficción           |
| 2024 | Cuando las nubes esconden la sombra | ✓        | ✓         | ✓      | Ficción           |

### Cortometrajes
- 2001: Confesiones de un caballo suicida
- 2003: No tengo nada que decir
- 2004: Los ojos abiertos
- 2004: Empezando de cero
- 2004: El mal
- 2005: Obreras saliendo de la fábrica
- 2009: Ilusión de movimiento 1, 2, 3
- 2010: Un minuto de silencio
- 2010: Primer día de invierno
- 2011: Las palomitas blancas
- 2011: En verano
- 2012: Copia imperfecta: para Raúl Ruiz
- 2013: Algunas veces sucede en una tarde de otoño. Parte 1
- 2017: El sueño de Ana
- 2018: Sobre cosas que me han pasado